# Tisztesfű-busalepke
A tisztesfű-busalepke (Carcharodus lavatherae) a busalepkefélék családjába tartozó, Európában és Kis-Ázsiában honos lepkefaj. 

## Megjelenése
A tisztesfű-busalepke szárnyfesztávolsága 2,9-3,4 cm. A szárnyak felső oldalának alapszíne halvány olajzöld, rajta olajbarna rajzolattal (két széles, szaggatott harántsáv) és nagy, áttetsző, fehér foltokkal. Szárnyszéle rojtos, ennek színe barna-sárgás-fehéres tarka. A hátulsó szárnyak kerekdedek, szélük csipkés; rajtuk két ívelt sorban fehér foltok helyezkednek el, a belső sor foltjai többnyire négyszögletűek, a külsőéi félhold vagy nyílhegy alakúak. A szárnyak fonákoldalán fehér az alapszín, rajta világosbarna rajzolattal, amely az elülső szárny középterén összefüggő, a hátulsó szárnyon elmosódott. Potroha nem hosszabb a hátsó szárny belső szegélyénél.
A hernyó zömök, feje nagy, fekete, teste világos kékesszürke, feketésbarnán pettyezett, sűrű, hosszú, fehér szőrökkel. A láb feletti sáv sárga.
Változékonysága nem számottevő.

### Hasonló fajok
A mályva-busalepke és a pemetefű-busalepke hasonlít hozzá.

## Elterjedése
Dél-Európában (elterjedésének északi határa nagyjából Svájc magasságában húzható meg), Kis-Ázsiában és a Kaukázusban honos. Magyarországon korábban Budapest környékén, az Alföld északnyugati részén és Debrecenben fordult elő, de az utóbbi évtizedekből nincsenek róla adatok. Erdélyben helyenként nem ritka.

## Életmódja
Napos, száraz lejtőkön, napsütötte tisztásokon, réteken fordul elő. Hernyója július végén, augusztus elején kel ki. Különböző tisztesfű-fajokkal (Stachys sp.) elsősorban hasznos tisztesfűvel táplálkozik. Áttelel, majd a következő évben tavasz végén, nyár elején bebábozódik. Az imágó június elejétől július közepéig repül, a rajzási csúcs június közepére esik. 
Magyarországon védett, természetvédelmi értéke 50 000 Ft.

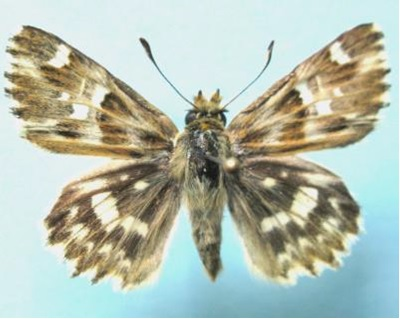
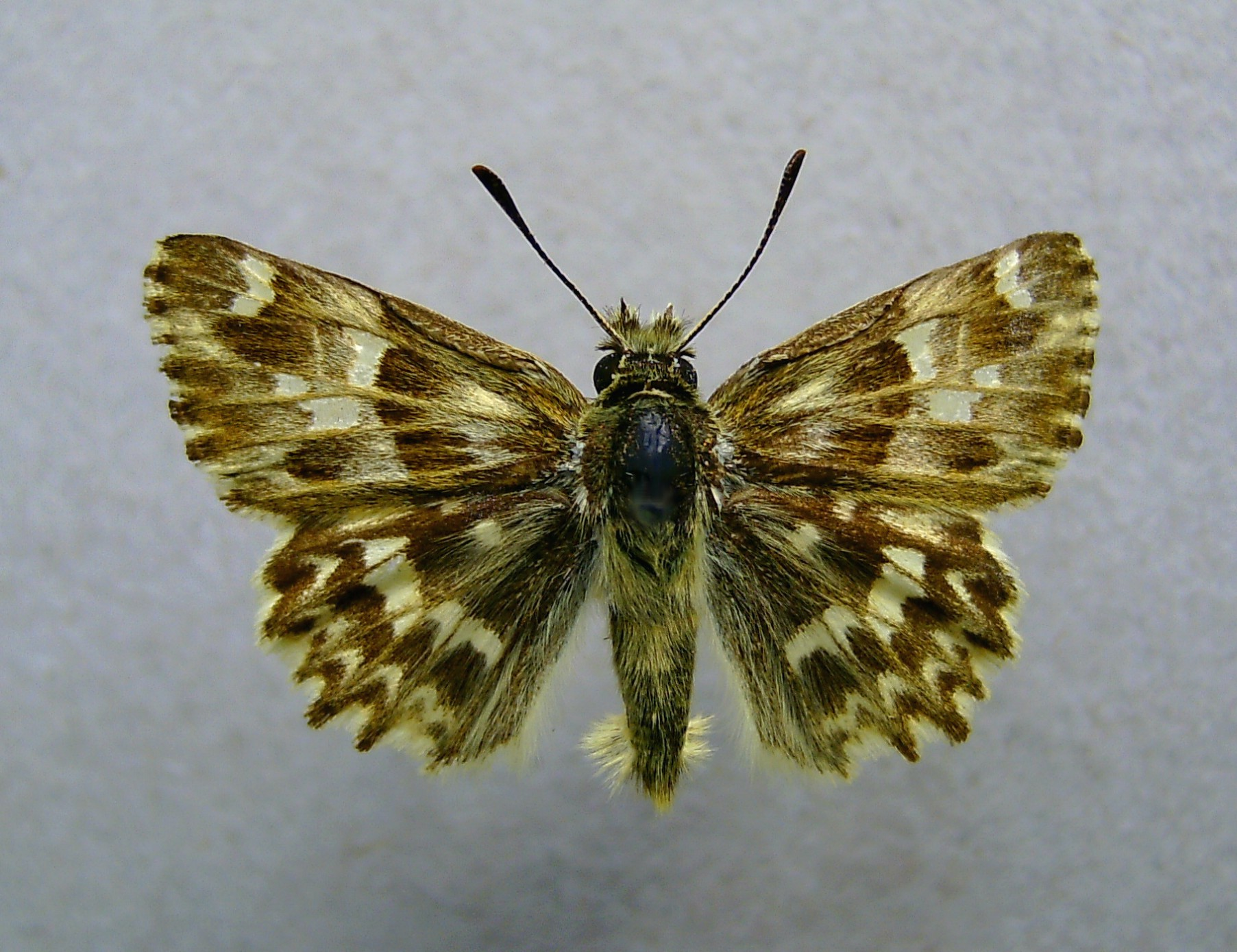
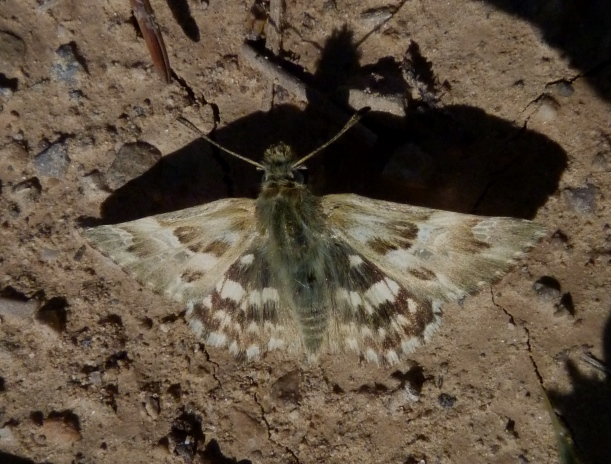
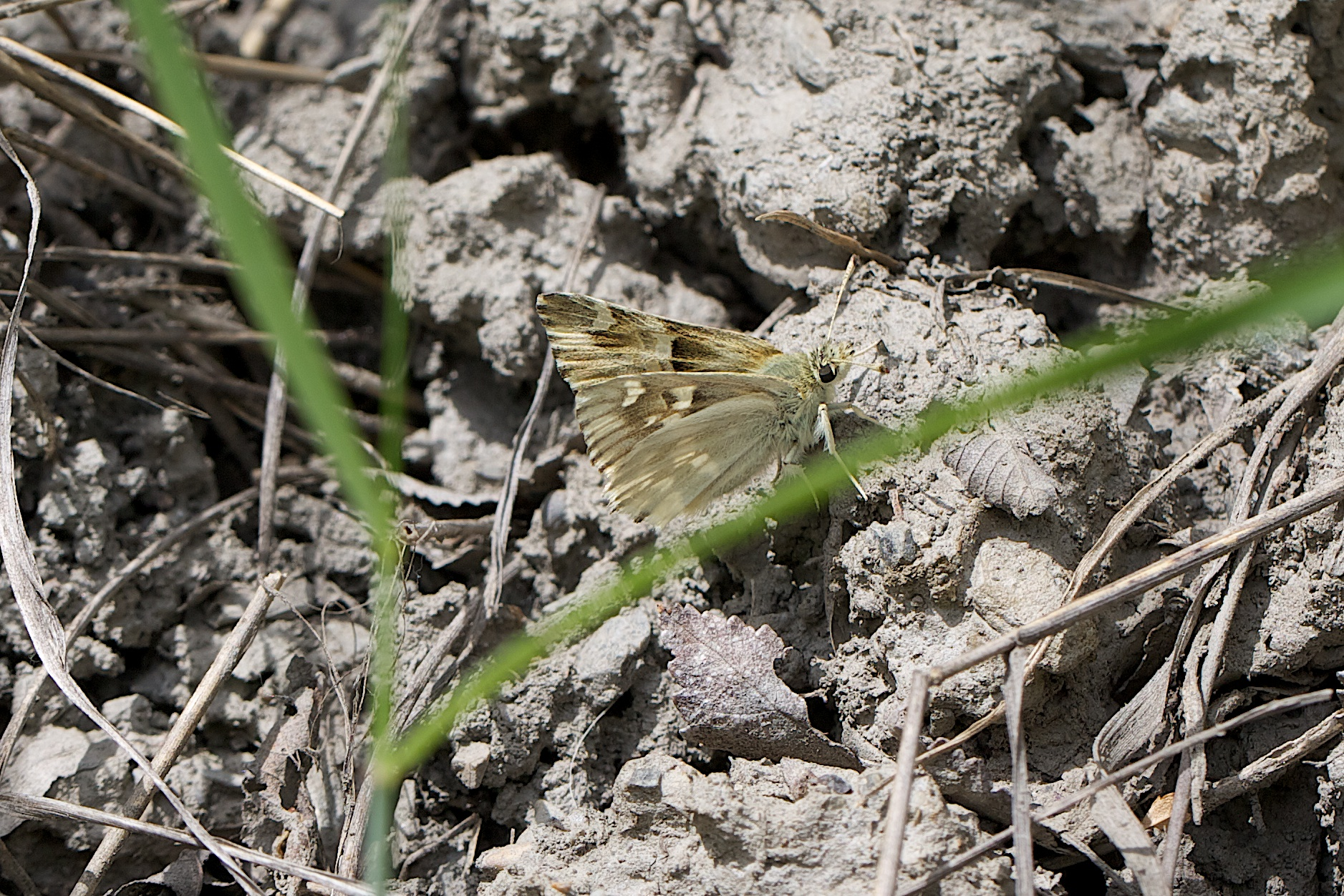